# Anna Rogers (Tennisspielerin)
Anna Sinclair Rogers (* 21. März 1998 in London) ist eine US-amerikanische Tennisspielerin.

## Karriere
Rogers spielt hauptsächlich Turniere der ITF Women’s World Tennis Tour, auf der sie bisher drei Einzeltitel und 19 Doppeltitel erringen konnte. Im September 2021 gewann Rogers ihren ersten ITF-Einzeltitel in Cancún gegen Christina Rosca.

## College Tennis
Rogers spielte College-Tennis an der North Carolina State University.

## Turniersiege

### Einzel
| Nr. | Datum              | Turnier         | Kategorie | Belag             | Finalgegnerin    | Ergebnis      |
| --- | ------------------ | --------------- | --------- | ----------------- | ---------------- | ------------- |
| 1.  | 26. September 2021 | Cancún          | ITF W15   | Hartplatz         | Christina Rosca  | 6:0, 7:62     |
| 2.  | 3. November 2024   | Norman          | ITF W35   | Hartplatz (Halle) | Kira Matuschkina | 6:4, 6:3      |
| 3.  | 9. Februar 2025    | Herrenschwanden | ITF W35   | Teppich           | Mariam Bolkwadse | 6:3, 3:6, 6:3 |

### Doppel
| Nr. | Datum              | Turnier          | Kategorie | Belag             | Partnerin             | Finalgegnerinnen                           | Ergebnis          |
| --- | ------------------ | ---------------- | --------- | ----------------- | --------------------- | ------------------------------------------ | ----------------- |
| 1.  | 20. Juli 2019      | Cancún           | ITF W15   | Hartplatz         | Adriana Reami         | Tiphanie Fiquet Justina Mikulskytė         | 7:61, 6:4         |
| 2.  | 3. Oktober 2021    | Cancún           | ITF W15   | Hartplatz         | Christina Rosca       | Dasha Ivanova Lauren Proctor               | 6:2, 6:2          |
| 3.  | 9. Oktober 2021    | Cancún           | ITF W15   | Hartplatz         | Christina Rosca       | Louise Kwong Anna Ulyashchenko             | 6:3, 6:1          |
| 4.  | 7. November 2021   | Orlando          | ITF W25   | Sand              | Christina Rosca       | Marine Partaud María José Portillo Ramírez | 6:3, 6:1          |
| 5.  | 19. Februar 2022   | Cancún           | ITF W25   | Hartplatz         | Christina Rosca       | Marija Bondarenko Darja Semenistaja        | 6:1, 6:4          |
| 6.  | 26. Februar 2022   | Santo Domingo    | ITF W25   | Hartplatz         | Christina Rosca       | Jasmijn Gimbrère Isabelle Haverlag         | 6:2, 6:2          |
| 7.  | 20. Mai 2022       | Naples           | ITF W25   | Sand              | Christina Rosca       | Rasheeda McAdoo Ana Sofía Sánchez          | 6:1, 6:4          |
| 8.  | 17. September 2022 | Caldas da Rainha | ITF W60+H | Hartplatz         | Adriana Reami         | Elysia Bolton Jamie Loeb                   | 6:4, 7:5          |
| 9.  | 22. Oktober 2022   | Macon            | ITF W60   | Hartplatz         | Christina Rosca       | Madison Brengle Maria Mateas               | 6:4, 6:4          |
| 10. | 17. Juni 2023      | Sumter           | ITF W60   | Hartplatz         | Maria Mateas          | Mccartney Kessler Julija Starodubzewa      | 6:4, 63:7, [10:6] |
| 11. | 9. März 2024       | Trnava           | ITF W75   | Hartplatz (Halle) | Isabelle Haverlag     | Liang En-shuo Tang Qianhui                 | 6:3, 4:6, [12:10] |
| 12. | 31. März 2024      | Murska Sobota    | ITF W50   | Hartplatz (Halle) | Francisca Jorge       | Nigina Abduraimova Jesika Malečková        | 6:4, 5:7, [10:8]  |
| 13. | 7. Juli 2024       | Getxo            | ITF W35   | Sand (Halle)      | Alana Smith           | Martha Matoula Seone Mendez                | 6:0, 7:67         |
| 14. | 13. Juli 2024      | Corroios-Seixal  | ITF W50   | Sand (Halle)      | Martyna Kubka         | Matilde Jorge Elena Micic                  | 6:1, 6:4          |
| 15. | 27. Oktober 2024   | Saguenay         | ITF W75+H | Hartplatz (Halle) | Dalayna Hewitt        | Magali Kempen Lara Salden                  | 6:1, 7:5          |
| 16. | 10. November 2024  | Miami            | ITF W35   | Hartplatz         | Kayla Cross           | Aya El Aouni Olivia Lincer                 | 6:1, 6:4          |
| 17. | 23. November 2024  | Boca Raton       | ITF W50   | Sand              | Alicia Herrero Liñana | Marija Kononowa Marija Kosyrewa            | 6:2, 6:1          |
| 18. | 25. Januar 2025    | Sunderland       | ITF W35   | Hartplatz (Halle) | Amelia Rajecki        | Park So-hyun Wong Hong-yi                  | 2:6, 6:3, [10:8]  |
| 19. | 21. Februar 2025   | Manchester       | ITF W35   | Hartplatz (Halle) | Ariana Arseneault     | Weronika Falkowska Martyna Kubka           | 6:75, 6:1, [10:8] |